# Comuna Tulucești, Galați
Tulucești este o comună în județul Galați, Moldova, România, formată din satele Șivița, Tătarca și Tulucești (reședința).
Comuna se înscrie în aria comunelor pericarpatice, cu așezare preponderentă în zona de câmpie și luncă. Formată din satele Tulucești, Șivița și Tătarca este situată în partea cea mai de est a sudului Moldovei.
Satul Tulucești este atestat documentar în 1552.
Conform recensământului din 2011, comuna Tulucești are o populație de 7200 de locuitori.

## Așezare geografică

### Relieful
Relieful actual al zonei este fluvialtil de acumulare: câmpia fluvio-lacustră villafranchină, acoperită cu depozite loessoide, terase și luncă.

## Căi de acces
Prin Tulucești trece linia de tren Galați - Bârlad.

## Obiective turistice
- Herghelia de cai
- Pădurea Gârboavele (sit de importanță comunitară inclus în rețeaua europeană Natura 2000 în România).

## Cartiere
- "Iepureni": partea de sus a comunei Tulucești (de la intrare în sat dinspre Sud, partea din stanga);
- "La Șosea": casele situate de-a lungul șoselei principale care trece prin Tulucesti, (DN 26);
- "În Sat": casele care sunt situate în stânga șoselei principale, între străzile din restul satului.

## Demografie
Componența etnică a comunei Tulucești
     Români (92,21%)
     Alte etnii (0,2%)
     Necunoscută (7,59%)
Componența confesională a comunei Tulucești
     Ortodocși (91,38%)
     Alte religii (0,59%)
     Necunoscută (8,02%)
Conform recensământului efectuat în 2021, populația comunei Tulucești se ridică la 6.407 locuitori, în scădere față de recensământul anterior din 2011, când fuseseră înregistrați 7.200 de locuitori. Majoritatea locuitorilor sunt români (92,21%), iar pentru 7,59% nu se cunoaște apartenența etnică. Din punct de vedere confesional, majoritatea locuitorilor sunt ortodocși (91,38%), iar pentru 8,02% nu se cunoaște apartenența confesională.

## Politică și administrație
Comuna Tulucești este administrată de un primar și un consiliu local compus din 15 consilieri. Primarul, Petrică Bratu[*], de la Partidul Social Democrat, este în funcție din 2008. Începând cu alegerile locale din 2024, consiliul local are următoarea componență pe partide politice:
|  | Partid                          | Consilieri | Componența Consiliului | Componența Consiliului | Componența Consiliului | Componența Consiliului | Componența Consiliului | Componența Consiliului | Componența Consiliului | Componența Consiliului | Componența Consiliului | Componența Consiliului |
|  | ------------------------------- | ---------- | ---------------------- | ---------------------- | ---------------------- | ---------------------- | ---------------------- | ---------------------- | ---------------------- | ---------------------- | ---------------------- | ---------------------- |
|  | Partidul Social Democrat        | 10         |                        |                        |                        |                        |                        |                        |                        |                        |                        |                        |
|  | Partidul Național Liberal       | 4          |                        |                        |                        |                        |                        |                        |                        |                        |                        |                        |
|  | Alianța pentru Unirea Românilor | 1          |                        |                        |                        |                        |                        |                        |                        |                        |                        |                        |